# Arnaud Clément
Arnaud Clément (Aix-en-Provence, 17 dicembre 1977) è un allenatore di tennis ed ex tennista francese.
Nel 2001 è arrivato nella finale degli Australian Open dove perse contro Andre Agassi; nello stesso anno la squadra francese batté l'Australia nella finale di Coppa Davis. Nel match dell'incontro con la Svizzera, Clement batté l'elvetico Marc Rosset, oro olimpico a Barcellona 1992, 15-13 al quinto set dopo 5 ore e 46 minuti. Al Roland Garros nel primo turno del 2004 perse contro il connazionale Fabrice Santoro la seconda partita più lunga della storia del tennis, venendo sconfitto 16-14 al quinto set dopo 6 ore e 33 minuti. Ha vinto 4 titoli in singolo: il primo a Lione nel 2000 sull'australiano Patrick Rafter, il secondo a Metz nel 2003 sul cileno Fernando González, il terzo nel 2006 a Marsiglia sul croato Mario Ančić dopo aver battuto in semifinale Rafael Nadal ed il quarto a Washington nel 2006 sullo scozzese Andy Murray. Vanta anche 6 titoli di doppio; il suo miglior piazzamento in singolo è n.10, in doppio è n.8.

## Vita privata
Nel gennaio del 2008 ha iniziato una relazione con la cantante francese Nolwenn Leroy.

## Curiosità
- È affetto da Coloboma.

## Statistiche

### Singolare

#### Vittorie (4)
| Numero | Data             | Torneo             | Superficie       | Avversario in finale | Punteggio     |
| 1.     | 12 novembre 2000 | Lione, Francia     | Sintetico indoor | Patrick Rafter       | 7–6(2) 7–6(5) |
| 2.     | 5 ottobre 2003   | Metz, Francia      | Cemento indoor   | Fernando González    | 6-3 1-6 6-3   |
| 3.     | 19 febbraio 2006 | Marsiglia, Francia | Cemento indoor   | Mario Ančić          | 6-4 6-2       |
| 4.     | 6 agosto 2006    | Washington, USA    | Cemento          | Andy Murray          | 7–6(3) 6-2    |

#### Finali perse (7)
- 1999: Marsiglia (sconfitto da Fabrice Santoro)
- 2001: Australian Open (Andre Agassi)
- 2002: 's-Hertogenbosch (Sjeng Schalken)
- 2003: 's-Hertogenbosch (Sjeng Schalken)
- 2003: Lione (Rainer Schüttler)
- 2007: Nottingham (Ivo Karlović)
- 2010: Auckland (John Isner)

### Doppio

#### Finali vinte (12)
- 2000: Casablanca (con Sébastien Grosjean)
- 2002: Marsiglia (con Nicolas Escudé)
- 2004: Indian Wells (con Sébastien Grosjean)
- 2004: Metz (con Nicolas Mahut)
- 2004: San Pietroburgo (con Michaël Llodra)
- 2006: Lione (con Julien Benneteau)
- 2006: Parigi Bercy (con Michaël Llodra)
- 2007: Marsiglia (con Michaël Llodra)
- 2007: Wimbledon (con Michaël Llodra)
- 2007: Metz (con Michaël Llodra)
- 2008: Metz (con Michaël Llodra)

### Risultati in progressione
| Sigla | Risultato               |
| ----- | ----------------------- |
| V     | Vincitore               |
| F     | Finalista               |
| SF    | Semifinalista           |
| O     | Oro olimpico            |
| A     | Argento olimpico        |
| SF    | Bronzo olimpico         |
| QF    | Quarti di Finale        |
| 4T    | Quarto turno            |
| 3T    | Terzo turno             |
| 2T    | Secondo turno           |
| 1T    | Primo turno             |
| RR    | Round Robin             |
| LQ    | Turno di qualificazione |
| A     | Assente                 |
| ND    | Non disputato           |

| Legenda superfici    |
| -------------------- |
| Cemento              |
| Terra battuta        |
| Erba                 |
| Superficie variabile |

#### Singolare nei tornei del Grande Slam
| Torneo          | 1997 | 1998 | 1999 | 2000 | 2001 | 2002 | 2003 | 2004 | 2005 | 2006 | 2007 | 2008 | 2009 | 2010 | 2011 | 2012 |
| --------------- | ---- | ---- | ---- | ---- | ---- | ---- | ---- | ---- | ---- | ---- | ---- | ---- | ---- | ---- | ---- | ---- |
| Australian Open | A    | 1T   | 2T   | 4T   | F    | 2T   | A    | 1T   | 1T   | 1T   | 2T   | 1T   | 2T   | 1T   | 1T   | A    |
| Open di Francia | 1T   | 1T   | 2T   | 2T   | 1T   | 3T   | 4T   | 1T   | 2T   | A    | 1T   | 1T   | 2T   | 1T   | 2T   | 2T   |
| Wimbledon       | 3T   | 1T   | 2T   | 2T   | 4T   | 4T   | 2T   | 1T   | 1T   | 2T   | 1T   | QF   | 1T   | 3T   | 1T   | A    |
| US Open         | A    | 1T   | 4T   | QF   | 4T   | 4T   | 2T   | 2T   | 3T   | 1T   | 2T   | 1T   | A    | 3T   | A    | A    |

#### Doppio nei tornei del Grande Slam
| Torneo          | 1997 | 1998 | 1999 | 2000 | 2001 | 2002 | 2003 | 2004 | 2005 | 2006 | 2007 | 2008 | 2009 | 2010 | 2011 | 2012 |
| --------------- | ---- | ---- | ---- | ---- | ---- | ---- | ---- | ---- | ---- | ---- | ---- | ---- | ---- | ---- | ---- | ---- |
| Australian Open | A    | A    | A    | A    | 3T   | SF   | A    | 2T   | 1T   | 2T   | 1T   | F    | 1T   | QF   | 2T   | A    |
| Open di Francia | 1T   | 1T   | 1T   | 1T   | SF   | A    | 4T   | 2T   | 1T   | A    | 4T   | 1T   | 1T   | 1T   | 1T   | 1T   |
| Wimbledon       | A    | A    | A    | A    | 1T   | A    | A    | A    | 2T   | A    | V    | A    | 2T   | 1T   | QF   | 3T   |
| US Open         | A    | A    | A    | A    | 2T   | 2T   | A    | 1T   | 1T   | QF   | 2T   | 1T   | A    | 1T   | 1T   | A    |

#### Doppio misto nei tornei del Grande Slam
| Torneo          | 1999 | 2000 | 2001 | 2002 | 2003 | 2004 | 2005 |
| --------------- | ---- | ---- | ---- | ---- | ---- | ---- | ---- |
| Australian Open | A    | A    | A    | A    | A    | A    | A    |
| Open di Francia | 2T   | 2T   | 1T   | 2T   | A    | 1T   | 1T   |
| Wimbledon       | A    | A    | A    | A    | A    | A    | A    |
| US Open         | A    | A    | A    | A    | A    | A    | A    |